# Општина Улбеч
Општина Улбеч (рум. Comuna Peciu Nou) је општина у округу Тимиш у западној Румунији. Општина је значајна по присутној српској националној мањини у Румунији, која је данас малобројнија него пре.

## Природни услови
Општина Улбеч се налази у источном, румунском Банату, на око 20 км удаљености од Србије. Град Темишвар је на око 25 км североисточно. Општина је равничарског карактера и пружа се између токова Бегеја и Тамиша.

## Насељена места
Општина се састоји из 3 насеља:
- Дињаш
- Српски Семартон
- Улбеч - седиште општине

## Становништво
Општина Улбеч је на попису из 2011. године имала 4.982 становника. Срби у општини чине 13,5% становништва, а до 1966. године били су већинско становништво. Српска мањина живи највише у селима Дињаш и Српски Семартон, где су донедавно представљали већину, а има их и у Улбечу. Остатак су првенствено Румуни (77,8%).
Етнички састав по пописима: